# Клештани (Власеница)
Клештани (серб. Кљештани / Klještani) — село в общине Власеница Республики Сербской Боснии и Герцеговины. Население составляет 25 человек по переписи 2013 года.